# Ptinus insularis
Ptinus insularis is een keversoort uit de familie klopkevers (Ptinidae). De wetenschappelijke naam van de soort werd in 1858 gepubliceerd door Carl Henrik Boheman.